# Роберт Девенс
Роберт Девенс (англ. Robert Devens; нар. 20 травня 1972) — колишній американський тенісист.
Найвищу одиночну позицію світового рейтингу — 654 місце досяг 31 липня 1995, парну — 182 місце — 11 вересня 1995 року.

## Фінали ATP Челленджер

### Парний розряд: 1 (1–0)
| Результат | Ранг | Дата     | Турнір            | Покриття | Партнер        | Суперники                           | Рахунок  |
| --------- | ---- | -------- | ----------------- | -------- | -------------- | ----------------------------------- | -------- |
| Перемога  | 1.   | Лип 1995 | Монтобан, Франція | Ґрунт    | Тамер Ель-Саві | Клінтон Феррейра Александар Кітінов | 7–5, 6–4 |